# Triumph Rocket III

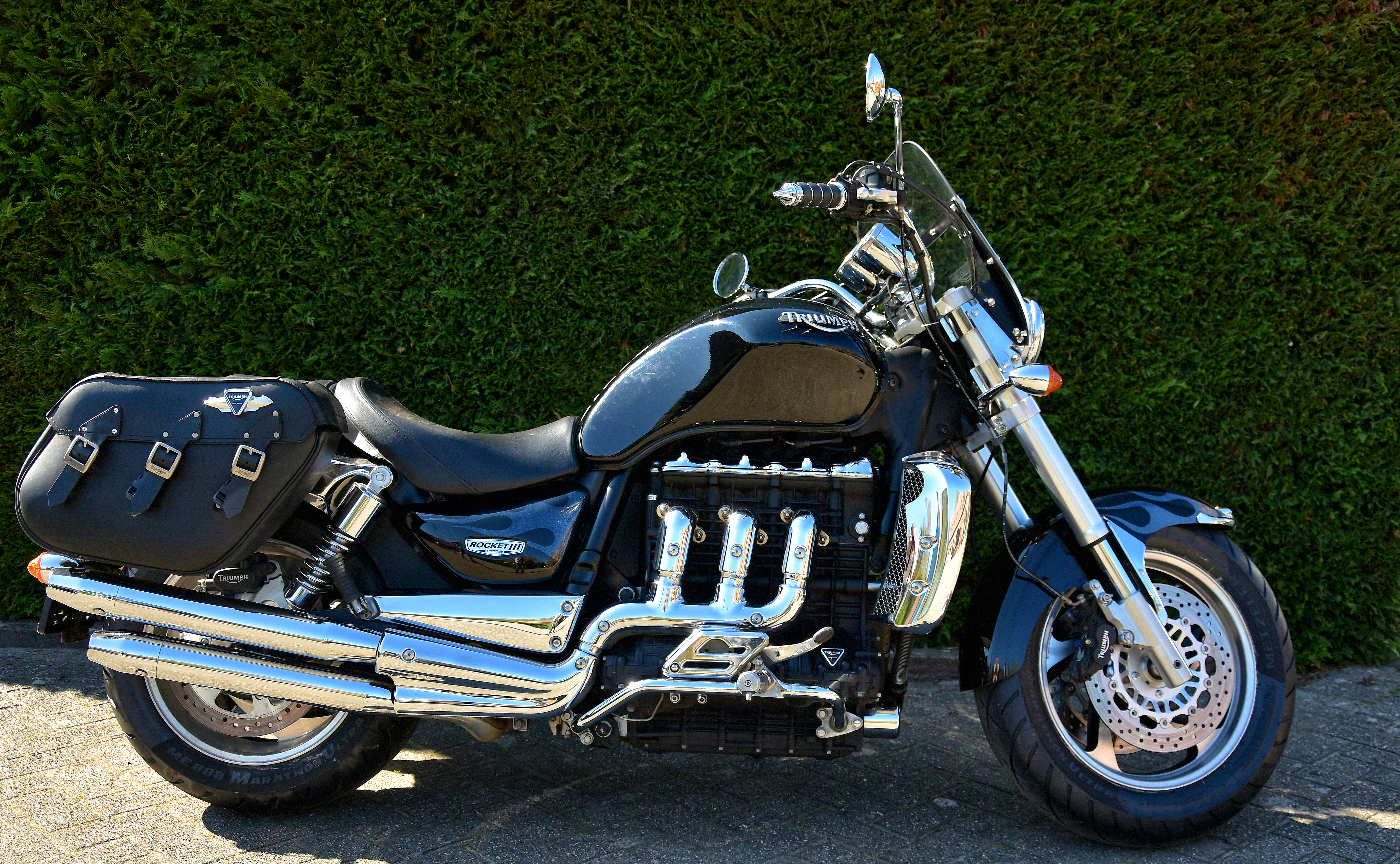
Triumph Rocket III

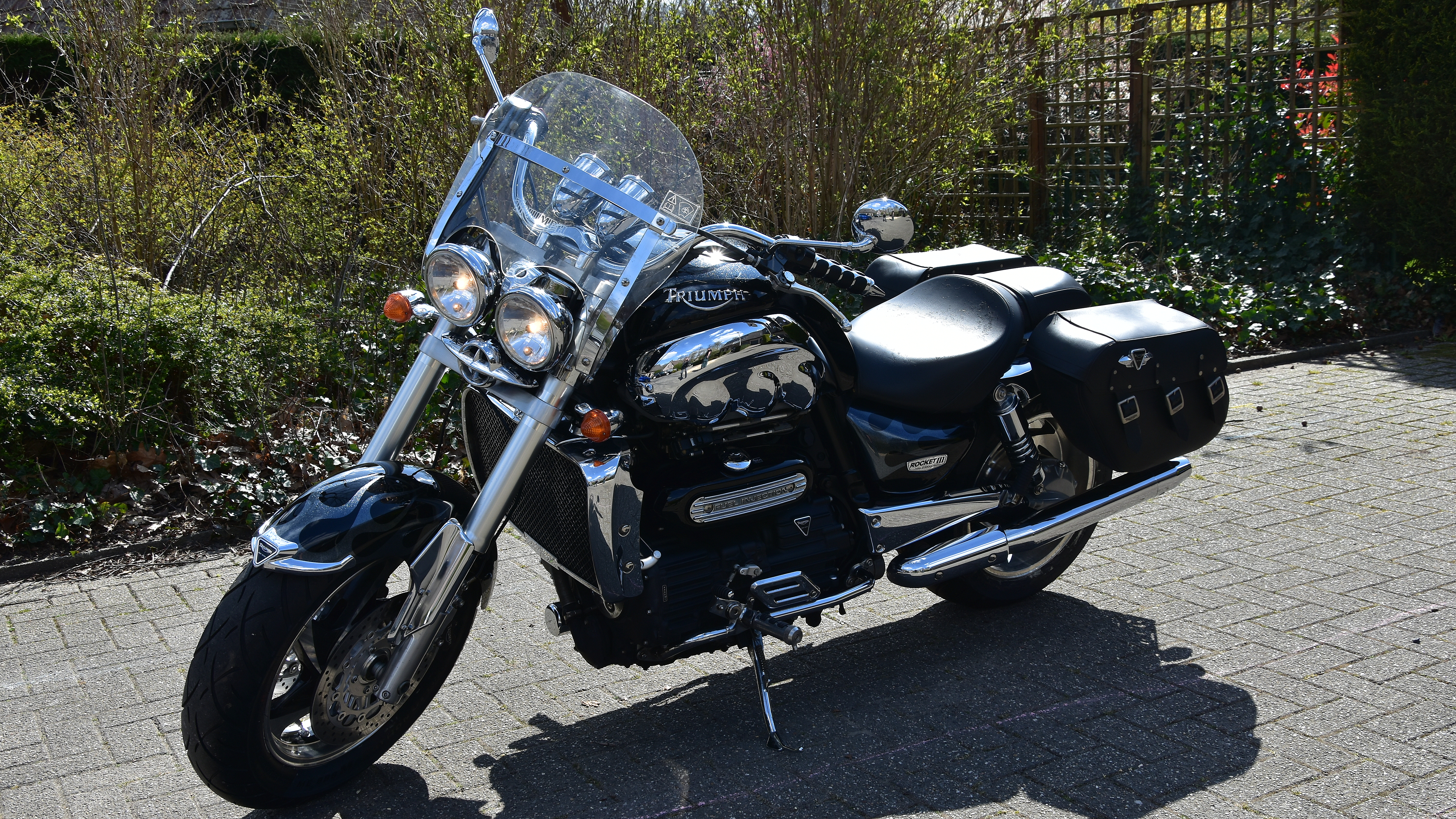
Triumph Rocket III

De Triumph Rocket III is een driecilinder motorfiets die door Triumph Motorcycles Ltd. is gemaakt. Met 2.294 cc (140,0 cu in) heeft hij de grootste verplaatsingsmotor van alle productiemotorfietsen.

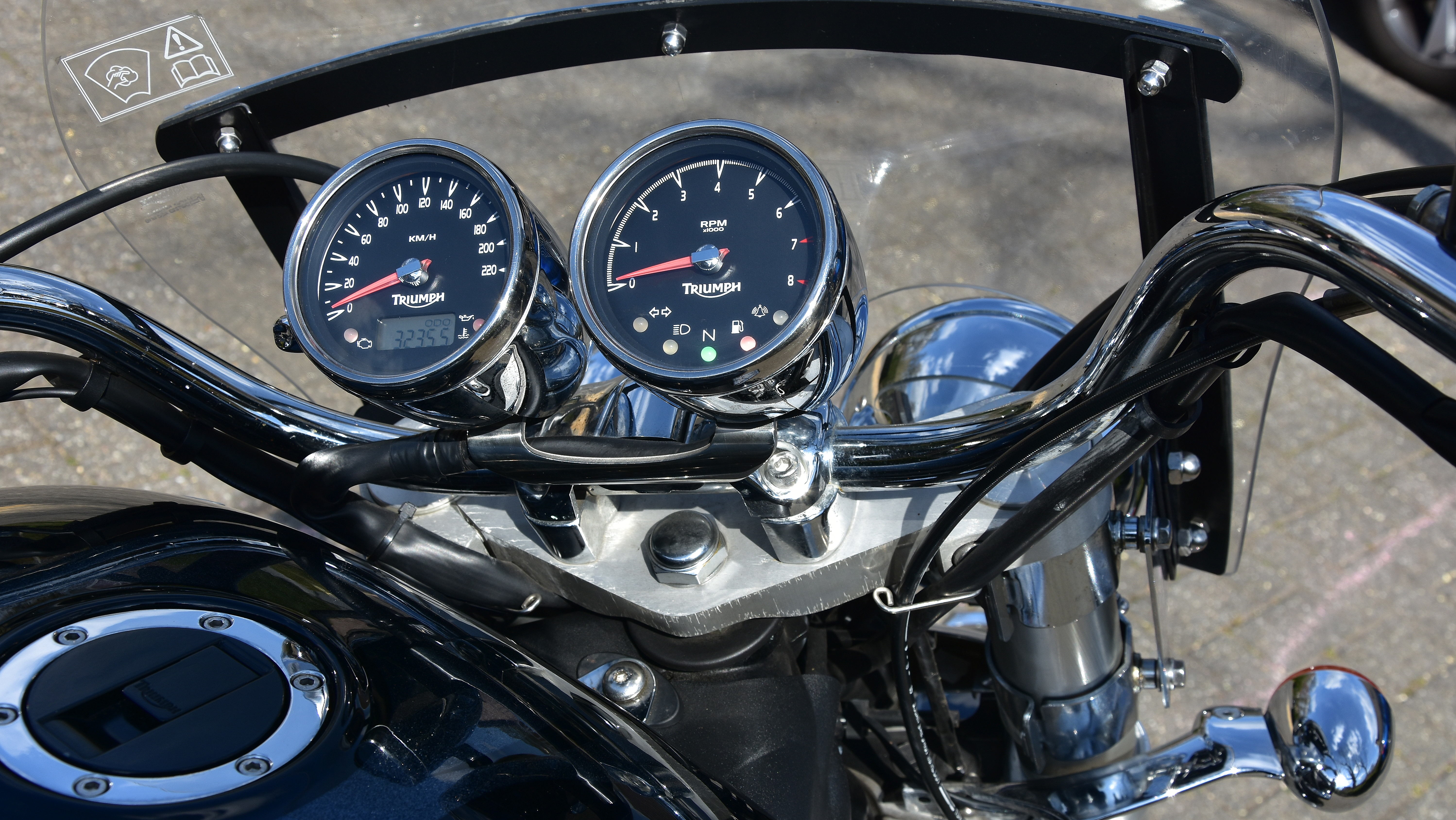
Triumph Rocket III

De naam Rocket III, gebouwd door Triumph, is afgeleid van de 1968 BSA 750cc pushrod triple, de BSA A75 Rocket 3, die een badge-engineered versie was van de originele "Triumph Trident".

## Geschiedenis
Het Rocket III-project begon in 1998 onder leiding van Triumph Product Range Manager Ross Clifford en begon met veel onderzoek - vooral in de VS, waar grote cruisers goed verkochten. De belangrijkste concurrenten waren de Harley-Davidson Ultraglide en de Honda Gold Wing, dus het oorspronkelijke idee was om een 1.600 cc prestatiecruiser te ontwikkelen.
De interne ontwerper was John Mockett, ontwerper van de Hesketh V1000, de Tiger en de nieuwe "retro" Bonneville. Hij begon te werken met David Stride, Gareth Davies en Rod Scivyer rond een driecilinder-in-lijn motor. Bij het begin van het project werd gekeken naar een in-line vier- en V6-motorconfiguratie, maar het in de lengterichting gemonteerde driecilinderontwerp leidde tot het ontwerpconcept met de naam C15XB Series S1.
Mockett experimenteerde met 'futuristische' styling met "raygun" dempers en een groot verchroomd achterspatbord, maar de focusgroepen van de consument hielden er niet van. Het S2-model was een vereenvoudigde versie met een meer traditioneel achterspatbord en een aantal kenmerken die tot het uiteindelijke ontwerp moesten doordringen. Opnieuw was de feedback uit marktonderzoek dat het nog steeds te radicaal was, zodat de lijnen werden vereenvoudigd en gladgestreken om de S3-serie te creëren.
Een deel van de reden voor de geheimhouding was de concurrentie van andere fabrikanten. Yamaha had in 2002 de 1.670 kubieke centimeter (102 cu) Road Star Warrior gelanceerd en Honda had de VTX1800 op de markt gebracht, dus besloot Triumph de voorsprong te vergroten en te kiezen voor een cilinderinhoud van 2.294 cc.
De eerste motor werd in de zomer van 2002 gebouwd en in het najaar getest. Dubbele vlinderkleppen voor elke gasklep werden gebruikt om de controle te vergroten en de ECU in staat te stellen de mengverhouding en de ontstekingskaart te variëren op basis van de gekozen versnelling en de snelheid. De specificatie van dubbele bougies per cilinder en brandstofinjectoren met meerdere gaten door Mark Jenner (tank-, ontstekings- en emissie-ontwerper) maakte het mogelijk dat de Rocket III bij de lancering aan de Euro IV-emissiegrenswaarden voldeed. De koppelcurve is voor elke overbrengingsverhouding aangepast, waardoor meer dan 90% van het motorkoppel bij 2.000 omw/min mogelijk is, wat de ontwerpers de hoge mate van flexibiliteit biedt die ze nodig hebben. De 1.500 W startmotor van de Rocket III levert evenveel vermogen als de motor van de allereerste Triumph-motor, de 1,75 pk (1,30 kW) van Siegfried Bettmann uit 1902.